# Antonio de Leiva
Pour les articles homonymes, voir Leiva (homonymie).
Antonio de Leiva ou Leyva, duc de Terranova, prince d'Ascoli, comte de Monza (1480-1536), est un militaire espagnol originaire de Navarre. Il s'est essentiellement illustré pendant les guerres d'Italie.

## Biographie
Leiva commence sa carrière militaire en 1501, en participant à la répression de la rébellion des Alpujarras, 'une région située dans les environs de Grenade, en Andalousie (Espagne). Cette rébellion est le fait de maures de l'ancien Royaume de Grenade, dont un cardinal, Francisco Jiménez de Cisneros, tente d'accélérer la conversion au christianisme, au rebours des accords signés lors de la reddition de Grenade (1492), qui marque la fin de la Reconquista.
Il est ensuite envoyé à Naples sous les ordres de Gonzalve de Cordoue, dit le Gran Capitán. Il participe à son côté à la bataille de Ravenne (1512) et y est blessé.
Durant la sixième guerre d'Italie, Leiva doit battre en retraite devant l'avancée de l'armée de François Ier et il se réfugie dans Pavie avec 6 000 hommes. Malgré les efforts des Français et les difficultés financières qui rendent difficile le paiement de la solde des mercenaires allemands, Il résiste trois mois, jusqu'à l'arrivée des renforts amenés par le vice-roi de Naples Charles de Lannoy qui permettent aux troupes impériales de remporter la bataille de Pavie (1525).
Pour ses hauts faits durant le siège de Pavie, Charles Quint le nomme gouverneur capitán general (général en chef) des troupes impériales du duché de Milan, puis duc de Milan à la mort de François II Sforza.
En 1529, il est reçu par Charles Quint à Plaisance et tente de convaincre, en vain, l'empereur de pousser ses armées en Italie pour en prendre le contrôle dans sa totalité.
Au cours de la huitième guerre d'Italie, il fait partie des principaux officiers de Charles Quint. Avec 15 000 soldats italiens, espagnols et allemands, il assiège et prend la ville de Fossano. Il fait partie des officiers qui conseillent à Charles Quint de pousser son avantage vers la Provence en 1536 mais meurt de la goutte pendant la campagne.